# Gunnar Guillermo Nielsen
Gunnar Guillermo Nielsen (* 12. Oktober 1983 in Misiones, Argentinien) ist ein ehemaliger argentinischer Fußballspieler und -trainer. Er spielte vorwiegend im offensiven Mittelfeld sowie im Sturm.

## Karriere

### Als Spieler
Die Jugend verbrachte Nielsen anfangs beim argentinischen Verein CD Guaraní Antonio Franco. Nach einem kurzen Abstecher nach Italien zu AC Cologna Veneta kehrte er wieder nach Argentinien zurück und spielte für die Jugendmannschaft von den Boca Juniors, unter anderem auch zusammen mit Carlos Tévez. 2002 verließ er die Mannschaft Richtung Dänemark und lief für den Zweitligisten Kolding FC auf, welcher zum Saisonende einen Abstiegsplatz belegte. Im Sommer wechselte Nielsen zum Zweitligaaufsteiger Aarhus Fremad, für die er zwei Jahre spielte. Nach Abschluss der Saison 2003/04 belegten jedoch auch diese einen Abstiegsplatz und Nielsen wechselte zu ÍF Fuglafjørður.
Nach seinem Wechsel auf die Färöer spielte Nielsen am elften Spieltag der Saison 2004 zunächst für die zweite Mannschaft von ÍF in der dritten Liga gegen Skála ÍF II. Beim 6:3-Heimsieg erzielte Nielsen den Treffer zum 2:0. Am 13. Spieltag wurde er erstmals in der ersten Liga eingesetzt, das Auswärtsspiel gegen HB Tórshavn ging mit 2:4 verloren. Dennoch konnte Nielsen auch hier ein Tor erzielen, er traf zur zwischenzeitlichen 2:1-Führung Skálas. Bis zum Saisonende wurde er regelmäßig eingesetzt. Da ÍF die Saison lediglich auf dem vorletzten Platz abschloss, kam er auch in den beiden Relegationsspielen gegen B71 Sandur, den Zweitplatzierten der zweiten Liga, zum Einsatz. Nach der 0:1-Hinspielniederlage gelang im Rückspiel ein 5:1 und somit der Klassenerhalt. In der nächsten Saison wurde neben dem vorzeitigen Klassenerhalt auch das Finale des Landespokals erreicht, welches ÍF mit 1:4 gegen GÍ Gøta verlor, wobei Nielsen der Anschlusstreffer zum 1:2 gelang. Zu GÍ Gøta wechselte Nielsen im Jahr darauf und bestritt für den neuen Verein auch die meisten Saisonspiele. Ein weiteres Jahr später lief er für den Ligakonkurrenten KÍ Klaksvík auf, für die er sämtliche Ligaspiele bestritt.
2008 wechselte Nielsen zum dänischen Zweitligisten FC Fredericia, für die er zwei Jahre spielte. Anfang 2010 wechselte er zum Ligakonkurrenten Kolding FC, die nach der Saison 2010/11 mit Vejle BK fusionierten. Der Vertrag von Nielsen wurde nicht verlängert, so dass er daraufhin zum Drittligisten Kristianstads FF in die schwedische Division 1 wechselte. Im Dezember 2011 wechselte Nielsen zum Zweitligisten Östers IF, wurde im Sommer darauf jedoch nach Dänemark in die dritte Liga zu IF Skjold Birkerød transferiert. 2014 wechselte Nielsen zum unterklassigen dänischen Verein Hillerød GI.

#### Europapokal
2006 spielte Nielsen mit GÍ Gøta in der 1. Qualifikationsrunde des UEFA-Pokals gegen FK Ventspils und verlor die Spiele mit 1:2 und 0:2. Ein Jahr darauf schied er mit KÍ Klaksvík in der ersten Runde des UEFA Intertoto Cups gegen Hammarby IF mit 0:1 und 1:2 aus.

### Als Trainer
Im Winter 2017 wurde Nielsen als Cheftrainer beim FC Sønderborg verpflichtet.

## Persönliches
Nielsens Großvater ist Däne, wodurch sich sein erster Vorname sowie der Nachname erklärt.